# 西美昂諾夫格勒
西美昂諾夫格勒是保加利亞的城鎮，位於該國南部馬里查河畔，由哈斯科沃州負責管轄，海拔高度80米，2009年人口7,049，居民主要信奉東正教。

## 外部連結
- Simeonovgrad municipality website